# Schwedische Beachhandball-Nationalmannschaft der Juniorinnen
Die schwedische Beachhandball-Nationalmannschaft der Juniorinnen repräsentiert den Svenska Handbollförbundet (SHF) als Auswahlmannschaft auf internationaler Ebene bei Länderspielen im Beachhandball gegen Mannschaften anderer nationaler Verbände.
Die U-Nationalteams fungieren als Unterbau der A-Nationalmannschaft. Das männliche Pendant ist die schwedische Beachhandball-Nationalmannschaft der Junioren. Bis einschließlich 2001 wurde jeweils eine Nationalmannschaft in der Altersklasse der jeweiligen Europameisterschaften geführt. Seit 2022, wo es Wettbewerbe verschiedener Altersklassen bei den Nachwuchs-Europa- und Nachwuchs-Weltmeisterschaften gab, führt der SHF eine jüngere und eine ältere Nachwuchs-Nationalmannschaft.

## Geschichte
Während die schwedischen Frauen schon früh, nämlich bei der zweiten Austragung 2002 in Cádiz, das erste Mal an Europameisterschaften teilnahmen, ohne dabei aber je größere Erfolge zu feiern – dasselbe trifft auf die Männer-Nationalmannschaft mit Ausnahme eines kurzen Zeitraumes von 2017 bis 2019 zu, als diese unter anderem die Bronzemedaille bei den World Beach Games gewinnen konnten –, wurden erst sehr spät Nachwuchs-Nationalmannschaften beider Geschlechter gegründet. Mit dem ersten Einsatz bei den Junioren-Wettbewerben (U 17) in Warna trat die Mannschaft nun regelmäßig an, während die Frauen-Nationalmannschaft – anders als die der Männer, wo beide Nationalmannschaften gleichsam bestehen – seitdem keine internationalen Einsätze mehr hatte. Während die schwedischen Junioren ihren Einstand mit einem Paukenschlag begannen und sofort den Titel gewannen, brauchten die Mädchen etwas und steigerten sich von Austragung zu Austragung deutlich. Nach einem 12. Rang bei 15 teilnehmenden Mannschaften im Jahr 2021 folgte bei den Junioren-Europameisterschaften 2022 (U 16) in Prag mit einem jüngeren Jahrgang eine klare Leistungssteigerung auf den sechsten Platz. Noch ein Jahr später konnte derselbe Jahrgang in Izmir bei den Junioren-Europameisterschaften 2023 (U 17) schon das „kleine Finale“ erreichen und im Kampf um die Bronzemedaille die Mannschaft aus Spanien bezwingen.

## Teilnahmen
| Olympische Jugendspiele - 2018 (U 18): keine Teilnahme - 2026 (U 18): Junioren-Weltmeisterschaften - 2017 (U 17): nicht qualifiziert - 2022 (U 18): nicht qualifiziert | Europameisterschaften - 2008 (U 18): keine Teilnahme - 2011 (U 19): keine Teilnahme - 2012 (U 18): keine Teilnahme - 2013 (U 19): keine Teilnahme - 2014 (U 18): keine Teilnahme - 2015 (U 19): keine Teilnahme - 2016 (U 16): keine Teilnahme - 2017 (U 17): keine Teilnahme - 2018 (U 18): keine Teilnahme - 2019 (U 17): keine Teilnahme - 2020 (U 16): ausgefallen - 2021 (U 17): 12. - 2022 (U 16): 6. - 2023 (U 17): 3. - 2024 (U 16): |

- JEM 2021 (U 17): Marie Eklund • Amanda Hafström • Ella Johansson • Signe Karlsson • Stina Littorin • Elin Nordström • Matilda Rapp • Mira Romberg • Timea Schmidinger • Maja Svanberg[1]

- JEM 2022 (U 16): Ellen Andersson • Emilia Brinck Svensson • Ida Göllas • Frida Jäderholm • Elsa Jöngard • Agnes Lilliebjelke • Sarah Nihlmar • Elin Nilsson • Maja Paldanius • Sandra Watandost[2]

- JEM 2023 (U 17): Ellen Andersson • Emilia Brinck Svensson • Agnes Carlsson • Ida Göllas • Frida Jäderholm • Sarah Nihlmar • Elin Nilsson • Emma Nord • Maja Paldanius • Sandra Watandost[3]

## Trainerinnen
- 2021: Madeleine Gustafsson
- 2022: Cecilia Schmidinger
- 2023: Madeleine Gustafsson